# 링컨 차를 타는 변호사 (영화)
《링컨 차를 타는 변호사》(영어: The Lincoln Lawyer)는 2011년에 개봉한 미국의 영화이다. 마이클 코넬리가 지은 동명의 원작 소설을 원작으로 하여 제작되었다.

## 출연진
- 매슈 매코너헤이 - 미키
- 라이언 필리피 - 루이스
- 머리사 토메이 - 매기
- 윌리엄 H.메이시 - 프랭크
- 마이클 페냐 - 죄수
- 조시 루커스 - 민튼 검사
- 프랜시스 피셔 - 루이스의 엄마
- 존 레귀자모 - 미키의 친구
- 미카엘라 콘린 - 형사

## 한국판 성우진(KBS)
- 홍시호 - 미키(매슈 매코너헤이)
- 유동균 - 루이스(라이언 필리피)
- 소연 - 매기(머리사 토메이)
- 김정희 - 루이스의 엄마(프랜시스 피셔)
- 이봉준 - 프랭크(윌리엄 H. 메이시) / 도스 변호사(밥 건턴)
- 장민혁 - 민튼 검사(조시 루커스) / 콜린스(쉐어 위햄) / 경찰
- 서윤석 - 미키의 친구(존 레귀자모) / 판사
- 이장원 - 형사(브라이언 크랜스턴) / 판사
- 사성웅 - 미키의 운전 기사(로렌스 메이슨) / 경찰
- 최정호 - 재판장(레기 파커) / 죄수
- 곽윤상 - 죄수(마이클 페냐) / 형사(마이클 파레)
- 조세령 - 글로리아(캐서린 메니그) / 미키의 비서(펠 제임스)
- 홍수정 - 래지(마르가리타 레비예바) / 형사(미케일라 콘린)

## 줄거리
변호사인 미키 할러(매슈 매코너헤이 분)는 운전사가 딸린 링컨 자동차를 타고 다니며 각종 마약, 강간, 살인 등의 사건을 처리하는 법정변호사이다.